# جان کولکوهون گرانت
جان کولکوهون گرانت (انگلیسی: Colquhoun Grant؛ ۱۷۷۲ – ۱۸۳۵) فرد نظامی اهل پادشاهی متحد بریتانیای کبیر و ایرلند بود.